# Monte Blackburn
El monte Blackburn es una cumbre de Alaska, en los Estados Unidos. Alcanza un máximo en 4.996 m s. n. m. y es el punto más alto de las montañas Wrangell. Este es un antiguo volcán extinto, erosionado y cubierto de hielo. Se subió por primera vez el 30 de mayo de 1958. Su ascenso por la cara norte ya no presenta especial dificultad. Se encuentra ubicado en el parque nacional de Wrangell-St. Elias.